# Perxador
El perxador o perxadora és la persona que condueix una barca amb l'ajuda d'una perxa, què no és més que un pal llarg d'aproximadament 4 o 5 metres i un diàmetre d'entre 6 i 10 centímetres. Aquesta eina és tradicionalment de canya, encara que també n'hi ha d'alumini. A més a més, cal un bon domini. Generalment s'utilitza aquesta tècnica en aigües poc profundes o pantanoses com ara l'albufera de València, al Delta de l'Ebre, etc.